# Goranen

Gebiet der Goranen

Die Goranen (auch Goraner, Selbstbezeichnung Goranci; von serbokroatisch und mazedonisch гора gora, „Gebirge“ / „Berg“) sind Südslawen islamischen Glaubensbekenntnisses, die vornehmlich in der Gebirgsregion des südwestlichen Kosovo an der Grenze zu Nordmazedonien und Albanien beheimatet sind.

## Siedlungsgebiete

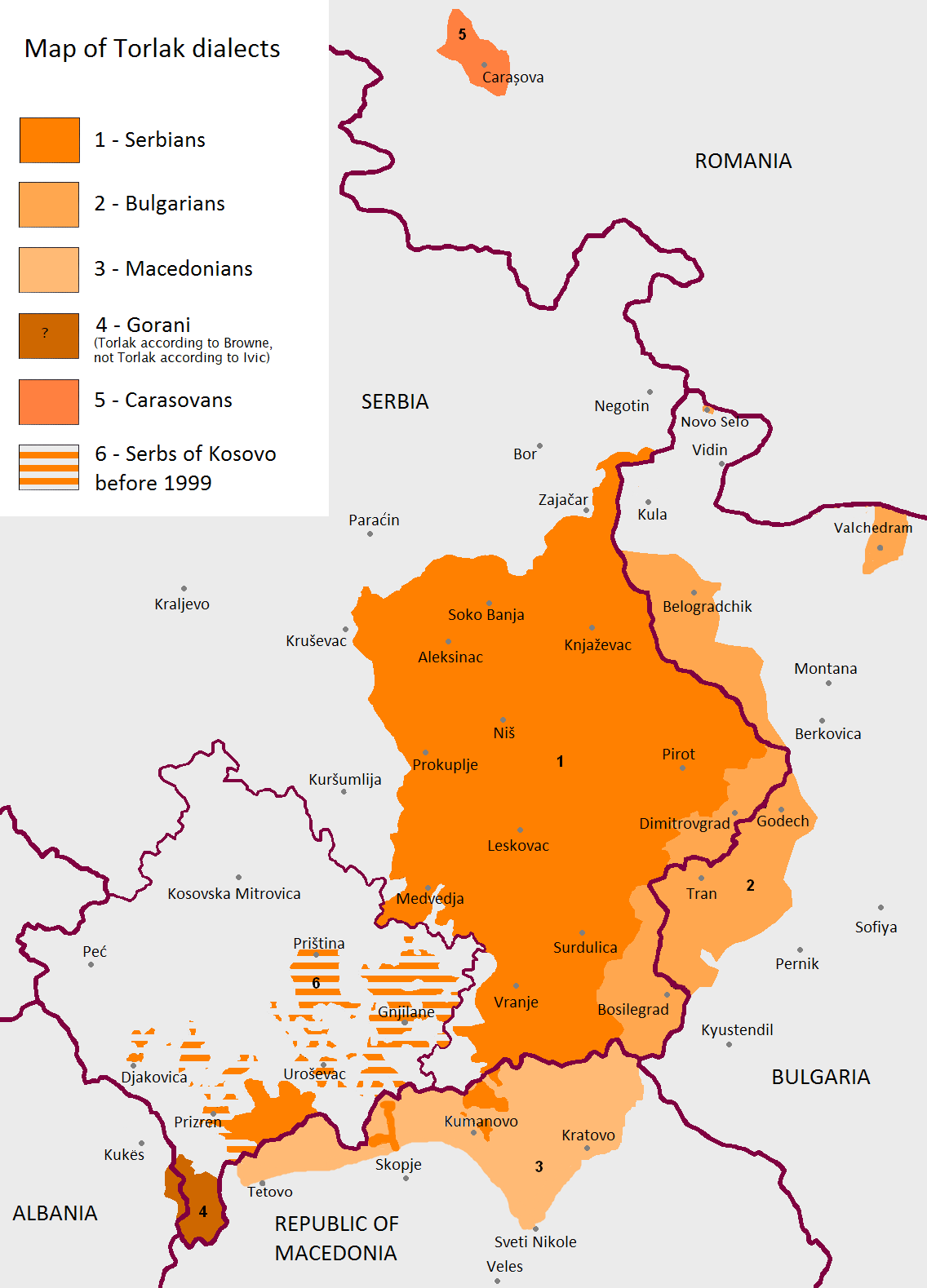
Verbreitungsgebiet des torlakischen Dialekts

Die meisten Goraner leben im südlichen Teil der Gemeinde Dragash im Kosovo. Allerdings ging nach dem Ende des Kosovo-Krieges – OSZE-Angaben zufolge – in ihrem Hauptsiedlungsgebiet die Zahl von 18.500 (letzte offizielle Volkszählung 1981) auf rund 10.000 zurück. Es gibt auch einige goranische Dörfer in Albanien und Nordmazedonien. Man vermutet, dass ca. 180 goranische Familien in Nordmazedonien leben.
Goraner leben außerdem in Serbien, vor allem in der Hauptstadtregion Belgrad und in geringerer Zahl in der Vojvodina: Die serbische Volkszählung 2011 zählte 7767 Goraner, hiervon 5328 in der Region Belgrad und 1179 in der Vojvodina.

## Sprache
Die Goranen sprechen Goranski, einen viele türkische Lehnwörter enthaltenden Übergangsdialekt zwischen den torlakischen Dialekten des Serbischen, Bulgarischen und den nördlichen Dialekten des Mazedonischen. Als Dialekt ist die Sprache der Goranen nicht schriftlich kodifiziert. Als Schriftsprache bedienen sich die Goranen auch unter dem langjährigen Einfluss der staatlichen Behörden gewöhnlich des Serbischen, beherrschen aber oft auch das Mazedonische. Dies führt dazu, dass viele Serben und Mazedonier sie ihrer jeweiligen Ethnie zurechnen: Von Seiten der Serben werden sie gewöhnlich als islamisierte Slawen serbischen Ursprungs, von Seiten der Mazedonier hingegen als mazedonischen Ursprungs betrachtet. In jüngerer Zeit gab es in Teilen der goranischen Gemeinschaft Bestrebungen, das Bosnische als Schriftsprache zu nutzen.

## Selbstdefinition und Status

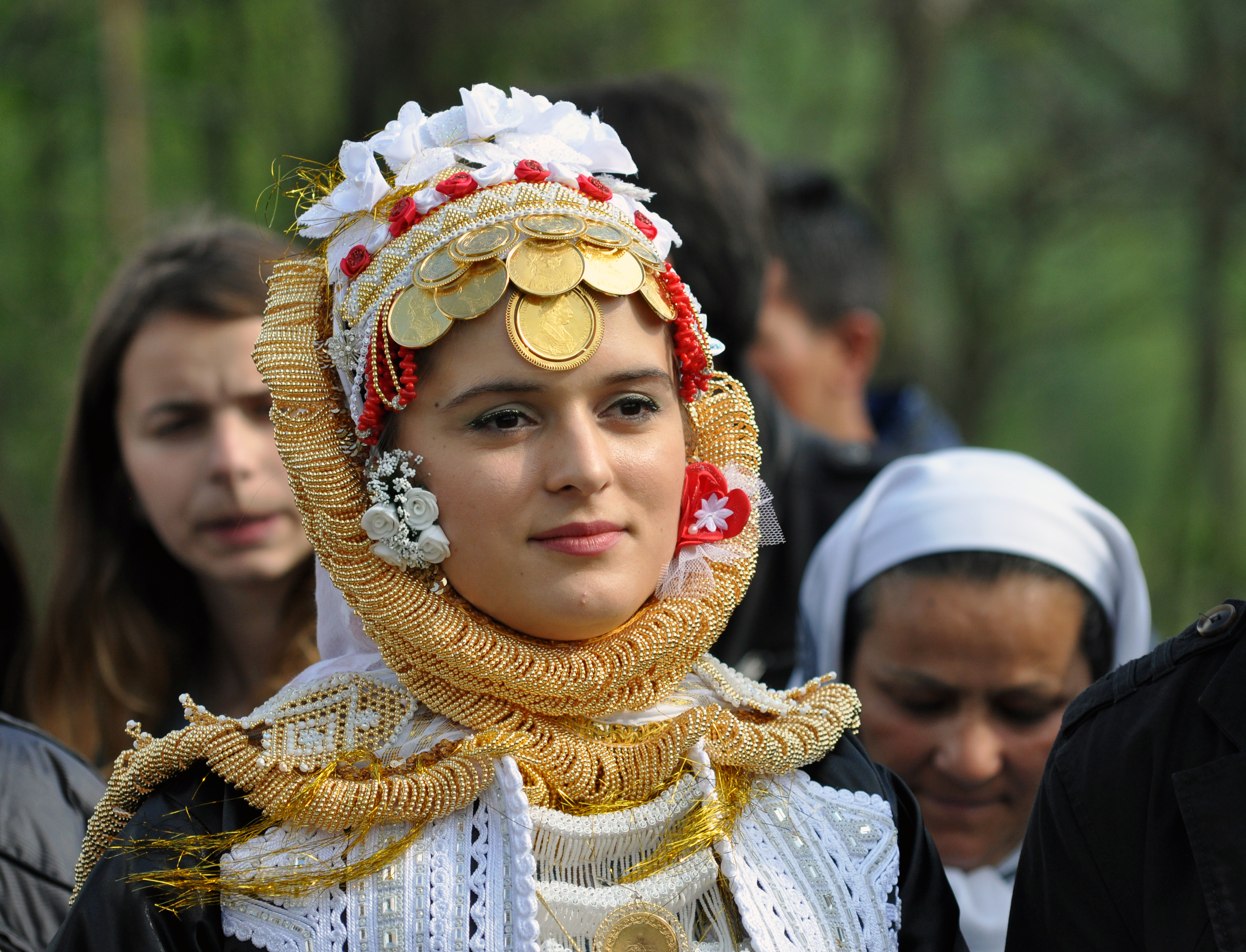
Braut in traditioneller Tracht

Das Selbstbewusstsein als ethnische Minderheit ist eher fragil. In den Sechzigerjahren rechneten sich viele Goranen der ethnischen Gruppe der Türken zu. 1971 wurde in Jugoslawien die Kategorie der ethnischen Muslime als eigenes Staatsvolk geschaffen, in der die slawisch sprechenden Muslime zusammengefasst wurden. Zu ihr gehörten neben den Goranen die Bosniaken, Torbeschen und Pomaken.
Die Goranen betrachten sich heute meist als eigenständige Volksgruppe. Im Kosovo haben die Goranen den Status einer anerkannten Minderheit und sind im Parlament mit einem Abgeordneten vertreten.
In der Vojvodina werden die Goranen als eigene Volksgruppe gezählt.

## Traditionelle Tätigkeiten
Die Goranen lebten in den Bergen der Šar Planina hauptsächlich von der Viehzucht. Die Transhumanz brachte sie weit herum.
Goranen waren auch in ganz Jugoslawien und in Albanien bekannt als Verkäufer von Süßigkeiten, Eis und Gebäck. Zum Teil hatten sie eigene Geschäfte (oft „Pelivan“ oder „Slastičarna“ genannt), zum Teil verkauften sie auch als fliegende Händler auf der Straße.